# Chaetodon paucifasciatus

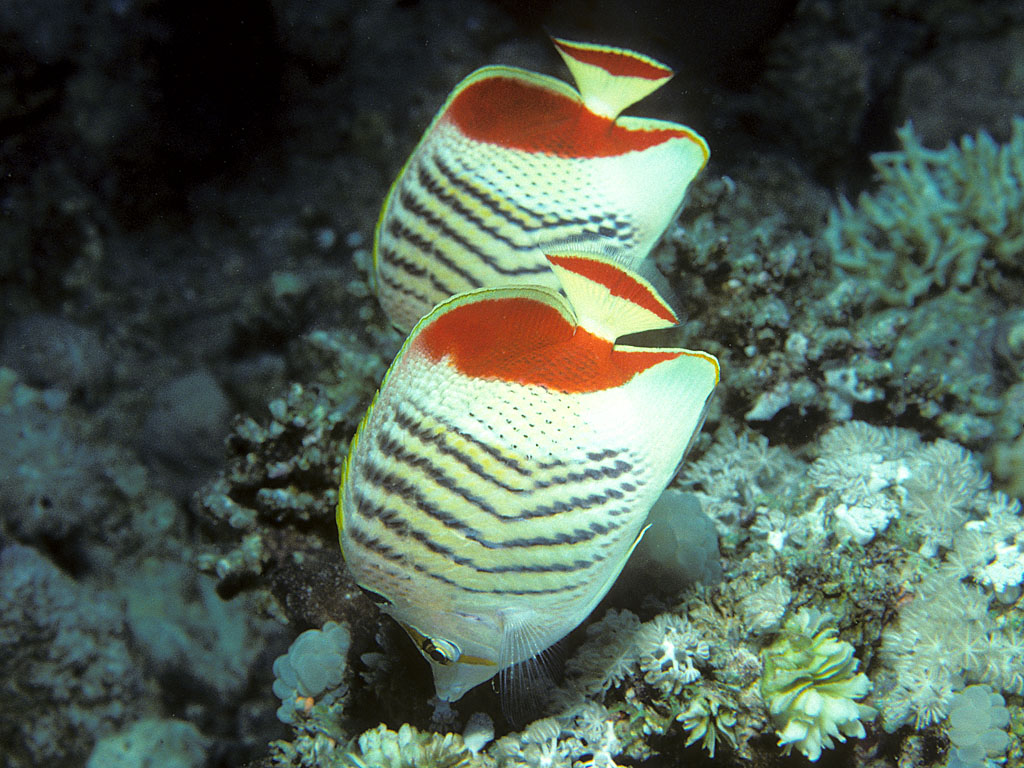
En Sharm el Sheik, Egipto, mar Rojo.

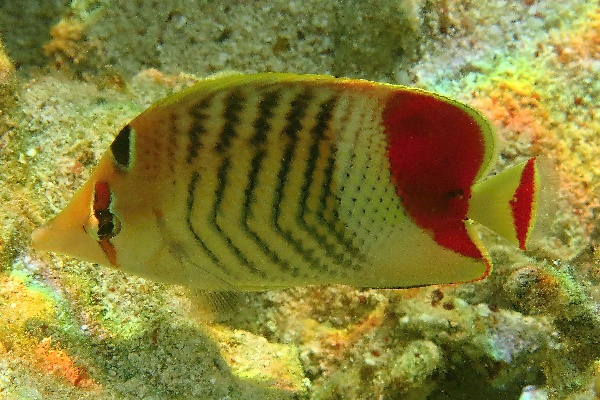
En Quesir, Egipto.

El Chaetodon paucifasciatus es un pez mariposa marino, de la familia de los Chaetodontidae. 
Es una especie generalmente común en su área de distribución, en el mar Rojo y el golfo de Adén.

## Morfología
Posee la morfología típica de su familia, cuerpo ovalado y comprimido lateralmente. 
La coloración base del cuerpo y las aletas dorsal, anal y caudal es blanca. Seis líneas negras paralelas en forma de ángulo atraviesan el cuerpo. La cabeza es blanca, con una línea naranja atravesándola verticalmente, cubriendo el ojo. Encima de la cabeza tiene una mancha negra. Las aletas pectorales son transparentes y las pélvicas son blancas. La parte posterior de la aleta dorsal, el pedúnculo caudal y la parte superior del extremo de la aleta anal están cubiertas por una mancha en color rojo. Los juveniles tienen en esta mancha, en el extremo de la aleta dorsal, un ocelo negro, que desaparece de adultos. La aleta caudal tiene en su extremo posterior una franja vertical roja, con un fino margen en blanco.
Alcanza los 14 cm de largo.

## Hábitat y distribución
Especie asociada a arrecifes, tanto en corales, como en áreas de escombros. Normalmente, a los adultos se les ve en parejas o en pequeños grupos.
Su rango de profundidad está entre 4 y 65 metros.
Se distribuye en aguas tropicales del mar Rojo y el golfo de Adén. Es especie nativa de Arabia Saudí; Egipto; Eritrea; Israel; Jordania; Sudán; Yemen y Yibuti.

## Alimentación
Es especie omnívora y se alimenta, tanto de pólipos de corales, como algas, gusanos poliquetos y pequeños crustáceos.

## Reproducción
Son dioicos, o de sexos separados, ovíparos, y de fertilización externa. El desove sucede en grupos antes del anochecer. Forman parejas durante la maduración, y durante el ciclo reproductivo, pero no protegen sus huevos y crías después del desove.